# Gaio Antistio Vetere (console 23)
Gaio Antistio Vetere (in latino Gaius Antistius Vetus; 10 a.C. circa – dopo il 30) è stato un magistrato romano, console dell'impero romano.

## Biografia
Figlio dell'omonimo console del 6 a.C. e nipote dell'omonimo console del 30 a.C., Antistio, dopo aver seguito il padre in Asia al momento del suo proconsolato (2-3 d.C. o 3-4 d.C.), scalò le tappe del cursus honorum all'età minima possibile, grazie all'amicizia di cui la sua famiglia godeva presso Augusto e Tiberio: divenne pretore urbano nel 20 d.C., e tre anni più tardi, nel 23, divenne console ordinario per il primo semestre dell'anno (a luglio fu sostituito da Gaio Stertinio Massimo), affiancando Gaio Asinio Pollione, che era stato suo collega (ma come praetor peregrinus) anche nella pretura.
Antistio, in una data imprecisata, divenne anche membro di uno dei collegi sacerdotali romani, anche se non è chiaro quale: è stato proposto che, in quanto figlio di un pontifex, il collegio di cui fu membro Gaio fosse quello degli auguri.
L'ultima carica a noi nota di Antistio fu la presidenza del collegio dei curatores riparum et alvei Tiberis, probabilmente come successore di Gaio Vibio Rufo forse nel 25/26. Considerando però la menzione di Velleio Patercolo ancora nel 29-30 d.C., è plausibile che Antistio fosse ancora vivo in quella data.
A riconferma del favore goduto dalla famiglia in età giulio-claudia, i figli che Antistio ebbe con ogni probabilità da Sulpicia, figlia del console ordinario del 9 d.C. Quinto Sulpicio Camerino, furono tutti consoli: Camerino Antistio Vetere, console suffetto nel 46, Gaio Antistio Vetere, console nel 50, e Lucio Antistio Vetere, console nel 55.